# Mughiphantes
Mughiphantes is een geslacht van spinnen uit de familie hangmatspinnen (Linyphiidae).

## Soorten
De volgende soorten zijn bij het geslacht ingedeeld:
- Mughiphantes aculifer (Tanasevitch, 1988)
- Mughiphantes afghanus (Denis, 1958)
- Mughiphantes alticola (Tanasevitch, 1987)
- Mughiphantes anachoretus (Tanasevitch, 1987)
- Mughiphantes ancoriformis (Tanasevitch, 1987)
- Mughiphantes arlaudi (Denis, 1954)
- Mughiphantes armatus (Kulczyński, 1905)
- Mughiphantes baebleri (Lessert, 1910)
- Mughiphantes beishanensis Tanasevitch, 2006
- Mughiphantes bicornis Tanasevitch & Saaristo, 2006
- Mughiphantes brunneri (Thaler, 1984)
- Mughiphantes carnicus (van Helsdingen, 1982)
- Mughiphantes cornutus (Schenkel, 1927)
- Mughiphantes cuspidatus Tanasevitch & Saaristo, 2006
- Mughiphantes edentulus Tanasevitch, 2010
- Mughiphantes falxus Tanasevitch & Saaristo, 2006
- Mughiphantes faustus (Tanasevitch, 1987)
- Mughiphantes hadzii (Miller & Polenec, 1975)
- Mughiphantes handschini (Schenkel, 1919)
- Mughiphantes hindukuschensis (Miller & Buchar, 1972)
- Mughiphantes ignavus (Simon, 1884)
- Mughiphantes inermus Tanasevitch & Saaristo, 2006
- Mughiphantes jaegeri Tanasevitch, 2006
- Mughiphantes johannislupi (Denis, 1953)
- Mughiphantes jugorum (Denis, 1954)
- Mughiphantes lithoclasicola (Deltshev, 1983)
- Mughiphantes logunovi Tanasevitch, 2000
- Mughiphantes longiproper Tanasevitch & Saaristo, 2006
- Mughiphantes martensi Tanasevitch, 2006
- Mughiphantes marusiki (Tanasevitch, 1988)
- Mughiphantes merretti (Millidge, 1975)
- Mughiphantes mughi (Fickert, 1875)
- Mughiphantes nigromaculatus (Zhu & Wen, 1983)
- Mughiphantes numilionis (Tanasevitch, 1987)
- Mughiphantes occultus (Tanasevitch, 1987)
- Mughiphantes omega (Denis, 1952)
- Mughiphantes ovtchinnikovi (Tanasevitch, 1989)
- Mughiphantes pulcher (Kulczyński, 1881)
- Mughiphantes pulcheroides (Wunderlich, 1985)
- Mughiphantes pyrenaeus (Denis, 1953)
- Mughiphantes restrictus Tanasevitch & Saaristo, 2006
- Mughiphantes rotundatus (Tanasevitch, 1987)
- Mughiphantes rupium (Thaler, 1984)
- Mughiphantes setifer (Tanasevitch, 1987)
- Mughiphantes setosus Tanasevitch & Saaristo, 2006
- Mughiphantes severus (Thaler, 1990)
- Mughiphantes sherpa (Tanasevitch, 1987)
- Mughiphantes sobrioides Tanasevitch, 2000
- Mughiphantes sobrius (Thorell, 1871)
- Mughiphantes styriacus (Thaler, 1984)
- Mughiphantes suffusus (Strand, 1901)
- Mughiphantes taczanowskii (O. P.-Cambridge, 1873)
- Mughiphantes tienschangensis (Tanasevitch, 1986)
- Mughiphantes triglavensis (Miller & Polenec, 1975)
- Mughiphantes variabilis (Kulczyński, 1887)
- Mughiphantes varians (Kulczyński, 1882)
- Mughiphantes vittatus (Spassky, 1941)
- Mughiphantes whymperi (F. O. P.-Cambridge, 1894)
- Mughiphantes yadongensis (Hu, 2001)
- Mughiphantes yeti (Tanasevitch, 1987)